# Solz (südliche)
Die (südliche) Solz ist ein 21 Kilometer langer rechter Nebenfluss der Fulda im Landkreis Fulda und Hersfeld-Rotenburg. Sie ist ein Wasserlauf II. Ordnung.
Der Bach ist nicht zu verwechseln mit dem gleichnamigen Bach Solz etwas fuldaabwärts bei Bebra.

## Name
Die Solz wurde im Jahr 1313 („in terminis fluvii Sulza“) erstmals schriftlich erwähnt. Das althochdeutsche Wort sulza bedeutet „Salzwasser, Sole“.

## Geographie
Die Solz entspringt im Westen der Soisberger Kuppenrhön, im nördlichen Bereich der Gemeinde Eiterfeld im Landkreis Fulda. Zwischen dem Hausberg (406 m. ü. NN), auf dem sich der Weiler Fürsteneck und die Burg Fürsteneck befinden, und dem Weiler Ober-Ufhausen entspringen im Witfeld mehrere Quellen. Sie vereinigen sich etwa 700 Meter südlich von Oberweisenborn, einem Ortsteil von Eiterfeld. Der Wasserlauf fließt zunächst in nördlicher Richtung, um dann nach Schenklengsfeld in nordwestlicher Richtung auf die Fulda zuzufließen.
Die Solz durchfließt zunächst Oberweisenborn, passiert die Concordia Mühle, wo der Wasserlauf in den Landkreis Hersfeld-Rotenburg wechselt. Der Wasserlauf durchfließt dann die Schenklengsfelder Ortsteile Unterweisenborn, den Kernort Schenklengsfeld, Lampertsfeld, Schenksolz und Malkomes. Weiter passiert der Ort den Hermannshof, der zu Friedewald gehört, und weiter zwischen den Bad Hersfelder Stadtteilen Sorga und Kathus vorbei. Schließlich fließt die Solz noch am Hof Oberrode vorbei.
Etwa 1,3 km unterhalb vom Hof Oberrode, an der Gemarkungsgrenze zwischen Bad Hersfeld und Ludwigsau, gegenüber dem Bad Hersfelder Zellersgrund, mündet der Wasserlauf in die Fulda.
Die wichtigsten Zuflüsse sind der linke Zufluss Ringbach, der bei Landershausen entspringt und in Schenklengsfeld mündet. und der rechte Zufluss Kothebach der in Friedewald entspringt und unterhalb von Malkomes mündet.

## Infrastruktur
Zwischen Sorga und bis kurz vor Malkomes führt die Bundesstraße 62 durch das Tal. In diesem Bereich, beim Hermannshof überquert auch die Bundesautobahn 4 das Solztal. Weiter wird das Tal durch die Landesstraße 3171 erschlossen, die bis nach Eiterfeld führt.
Bis 1993 führte die Hersfelder Kreisbahn bis Schenklengsfeld durch das Solztal. Heute nutzt der Solztalradweg die ehemalige Bahntrasse mit der Eisenbahnbrücke über die Fulda.